# François de Savoie
François de Savoie (1454 - 3 octobre 1490) est un ecclésiastique du XVe siècle, issu de la maison de Savoie.

## Biographie

### Origines
François de Savoie naît en 1454, probablement à Genève. Il est fils et le 18e des 19 enfants de Louis Ier de Savoie (1413-1465), duc de Savoie et prince de Piémont, et d'Anne de Lusignan (1418–1462) son épouse.
Il est le petit-fils d'Amédée VIII (1439-1449), duc et antipape sous le nom de Félix V. Il est aussi le frère du duc Amédée IX, proclamé bienheureux par l'Église.
Il est éduqué à la cour de France.

### Carrière
Il reçoit de nombreux bénéfices ecclésiastiques dans le contexte de la commende. Il devient ainsi prévôt de l'Hospice du Grand-Saint-Bernard dès 1459, prieur commendataire de Payerne et de Romainmôtier en 1482 et de Saint-Sulpice vers 1483. Il est choisi de nombreuses fois par le chapitre de la cathédrale de Lausanne, sans jamais toutefois obtenir la confirmation par le Saint-Siège. Il devient aussi abbé du Mas-d'Azil en succédant en Jean de Lacvivier.
En 1483, il est nommé archevêque métropolitain d'Auch. Il est à l'origine des travaux de construction de la cathédrale Sainte-Marie, que l'on peut encore voir de nos jours sur son promontoire rocheux. Il devient également l'année suivante administrateur de l'évêché de Genève.
En mars 1490, il est nommé Gouverneur général du duché de Savoie après la mort du duc Charles Ier. Il meurt quelques mois plus tard.

## Famille
François de Savoie a un fils illégitime, Jean, dit aussi Jean-François, qui deviendra évêque de Genève, en 1513.